# Gustaf Björck (1956–2019)
Klas Gustaf Elias Björck, född den 23 februari 1956 på Gotland, död 27 februari 2019 i Uppsala, var en svensk präst och teolog. Han var sonsons son till Ludvig Björck.
Björck avlade 2014 teologie doktorsexamen i missionsvetenskap och prästvigdes för Luleå stift i januari 1985 av biskop Olaus Brännström. Efter att en tid ha tjänstgjort i Norrland fick han en tjänst som komminister i Gräsgårds församling på södra Öland där hans farfar, som också var präst, en gång verkat. Han var kyrkopolitiskt aktiv inom Frimodig kyrka, som han också var med och grundade, och var därigenom en tillskyndare för den svenska gammalkyrkligheten.
Björck var föreståndare för lokalavdelningen av Kyrkliga förbundet för evangelisk luthersk tro i Uppsala 1999–2006 och pastor heimdalorum i Föreningen Heimdal fram till juni 2007. Björck var 2014–2018 stiftsadjunkt för forskning i Växjö stift. Han avgick med avtalspension 1 september 2018.
Han var i sin ungdom riksordförande för Moderat Skolungdom och under sin studietid i Lund engagerad i Konservativa Studentföreningen. Under sina många år i studentlivet i Uppsala var Björck också vid flera tillfällen aktiv i studentpolitiken och Uppsala studentkår. Bland annat var Björck aktiv i Det Nya Mösspartiet. 
Björck skrev ett stort antal artiklar i dagspress i kyrkliga, politiska och religionsvetenskapliga frågor, han var medarbetare i Barometern Oskarshamns-Tidningen från 1987 till 2010. Han har sedan 1980-talet regelbundet skrivit i Göteborgs Stifts-Tidning intill 2010. Björck medarbetade i Svensk Pastoraltidskrifts recensionsavdelning och sedan 2017 i tidskriften Kyrka och folk.
Björck var ordinarie ledamot i styrelsen för Göteborgs Stifts-Tidnings förlagsaktiebolag 2008 till 2010 och medarbetare i tidskriften Minaret. Han är begravd på Uppsala gamla kyrkogård.